# Калао сумбійський
Калао сумбійський (Rhyticeros everetti) — вид птахів родини птахів-носорогів (Bucerotidae).

## Назва
Видовий епітет вшановує Альфреда Гарта Еверетта (1848—1898), британського чиновника та адміністратора на Борнео, який прославився як орнітолог, натураліст і колекціонер зоологічних зразків.

## Поширення
Ендемік Індонезії. Поширений лише на острові Сумба. Населяє низинні напіввічнозелені ліси на висоті до 950 м над рівнем моря.

## Опис
Птах завдовжки до 55 см. У самця розмір дзьоба в середньому становить 14,6 см, а у самиці він трохи менший і становить 14 см. Голова і шия самця темно-коричневого кольору. Оперення тіла, крил і хвоста чорне. Верхня частина тіла має металеві зелені відблиски. Дзьоб блідо-жовтий з червонувато-коричневою плямою посередині, що поширюється на обидві щелепи. Шолом сплюснутий і має до шести борозен; його колір варіюється від блідо-жовтого до рогового кольору. Гола шкіра навколо очей темно-синього кольору. Повіки яскраво-рожеві і утворюють кільце навколо ока. Ділянка оголеної шкіри на горлі досить велика: вона блідо-блакитного кольору з темно-синьою плямою трохи нижче горла. Очі червонувато-карі, ноги і ступні чорні. Дорослі самиці менші за самців і мають чорні голови і шиї, але за всіма іншими характеристиками вони схожі на самців.